# 지즈정
지즈정(일본어: 智頭町)은 일본 돗토리현 남동부에 있는 야즈군의 정이다.
돗토리번의 역참 마을 "지즈슈쿠"(智頭宿)로 알려진 정이며 면적의 93%를 산림이 차지하고 있다.

## 역사
- 1889년 - 정촌제 시행으로 지즈촌이 성립하였다.
- 1914년 - 정으로 승격해 지즈정이 되었다.
- 1935년 - 야마가타촌, 나기촌, 하지촌을 합병 편입하였다.
- 1936년 - 도미자와촌을 합병 편입하였다.
- 1954년 - 산고촌을 합병 편입하였다.

## 교통

### 철도
- 서일본 여객철도 인비선
- 지즈 급행 지즈선

### 도로
- 돗토리 자동차도
- 국도 53호선
- 국도 373호선(일본어판)

## 자매 도시
- 대한민국 강원특별자치도 양구군(1999년 10월 10일)